# Santuarios religiosos de México
En México, los santuarios religiosos son lugares que cuya finalidad es servir de centros de peregrinación. Dichos santuarios se presentan en dos grupos: los que son católicos y los de otras religiones.

## Santuarios católicos por estado

### Aguascalientes
- El Cristo Roto  de (San José de Gracia, Aguascalientes – México)[1]

### Campeche
- San Francisco de Campeche, Campeche, miles de fieles católicos acuden en el mes de septiembre a visitar al Cristo Negro del barrio de San Román.
- Ciudad del Carmen, Santuario Mariano Diocesano de Nuestra Señora del Carmen, principal lugar de peregrinación en el estado, en especial en el mes de julio, durante las actividades de la fiesta patronal
- Santuario del Inmaculado Corazón de María.

### Coahuila
- En Torreón, Coahuila, la imagen del Cristo de las Noas.

### Chiapas
- Santuario diocesano Margarita Concepción en Mazatán Chiapas

### Ciudad de México
- La Basílica de Guadalupe es el santuario católico más visitado de México y del mundo.
- La Sabatina, Santuario de la Virgen del Carmen.
- Santuario Nacional de María Auxiliadora en Santa Julia
- Santuario del Niño de las Suertes, ubicado en Antiguo Camino a San Pablo 685, San Lucas Xochimanca, 16300 Xochimilco, CDMX.
- Iglesia de la Sagrada Familia, donde se veneran los restos del Mártir Miguel Agustín Pro, ubicada en Puebla #144 entre Jalapa y Orizaba, Colonia Roma (a 2 cuadras del metro y el metrobús Insurgentes).

### Estado de México

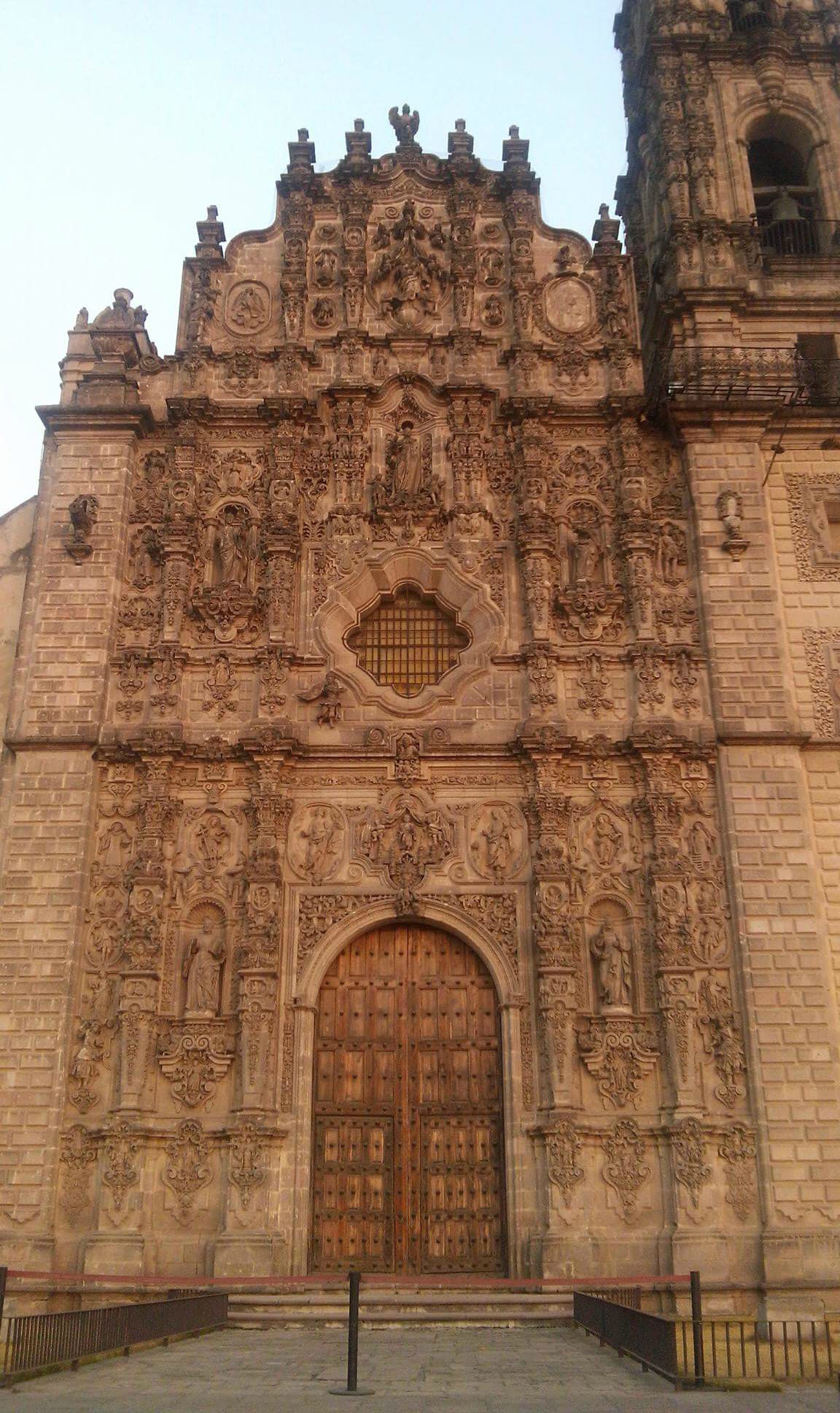
Iglesia de san Francisco Javier, Tepotzotlán.

- En Tocuila, Otumba; Estado de México, diócesis de Teotihuacán, se localiza el Santuario de la Divina Misericordia.[2] (Señor de la Misericordia), donde se venera su Sagrada Imagen y las reliquias de Santa Faustina Kowalska, la Santa vidente de Jesús Misericordioso y las de San Pio de Pietrelcina, regido por la Comunidad Misionera de San Francisco Xavier,[3][4]
- Santuario de Nuestra Señora de Tulantongo (Virgen de la Purificación) En Santa María Tulantongo, Texcoco, Estado de México, este Santuario nació a causa de la curación de un ciego de nombre Antonio y la renovación de la pintura de la Purisima Virgen María (Virgen de la Purificación) en el año 1632.
- En Tonatico, el Santuario de Nuestra Señora de Tonatico.
- Catedral Santuario del Divino Redentor, Sede de la (diócesis de Teotihuacán), Teotihuacán, Edo. Mex.
- Santuario de la Inmaculada Concepción, Santa María Acolman, (diócesis de Teotihuacán), (Acolman), Edo. Mex.
- Santuario de la Quinta Aparición Guadalupana en Santa María Tulpetlac , Ecatepec de Morelos .
- En Ixtapaluca, Estado de México, se encuentra la imagen del Señor de los Milagros, protector del continente americano
- En Juchitepec, Estado de México, la imagen del Señor de las Agonías.
- En Atlacomulco, Estado de México, se encuentra el Santuario del Señor del Huerto.
- Catedral Santuario del Divino Redentor, ubicado en San Juan Teotihuacán, Edo. Mex. Fiesta 15 de julio.[4]
- En Malinalco, Estado de México, se encuentra Chalma, cuyo santuario se le rinde culto a la imagen del Señor de Chalma.
- Basílica de los Remedios, en Naucalpan, arquidiócesis de Tlalnepantla Edo. de Mex.
- En Tequixquiac, Estado de México, se localiza el santuario donde se venera al Señor de la Capilla.
- En Melchor Ocampo, Estado de México, se localiza la localidad de Visitación, cuyo santuario se venera al Señor de Tlapala.
- En Tepetlixpa, Estado de México, se localiza el santuario del Dulce Nombre de Jesús.
- En Santiago Tianguistenco, Estado de México, se localiza el Santuario de Santa María del Buen Suceso.
- En Amecameca, Estado de México, se localiza el Santuario del Señor del Sacromonte.

### Guanajuato
- Parroquia de Nuestra Señora de Los Dolores en Dolores Hidalgo
- Santuario de Nuestra Señora de la Luz, Salvatierra, Guanajuato, México.
- Cerro del Cubilete, Silao Guanajuato, se ubica el Santuario de Cristo Rey.
- Santuario de Nuestra Señora Refugio de Pecadores Reina y Patrona de la Ciudad de Acámbaro y la Región.
- En Salamanca Guanajuato; Santuario Diocesano donde se venera la sagrada imagen del Cristo Negro del Señor del hospital.
- En León la Catedral Basílica de Nuestra Madre Santísima de la Luz
- En Guanajuato, la Basílica Colegiata de Nuestra Señora de Guanajuato, recinto donde se le da culto a la muy venerada imagen de la santa patrona de la ciudad capital del estado.
- En Guanajuato (Guanajuato) el Templo de Cata, donde se venera la milagrosa imagen del Señor de Villaseca, patrón de los mineros.
- En San Miguel de Allende, el Santuario de Jesús Nazareno de Atotonilco, lugar donde el Padre de la Patria, Miguel Hidalgo, tomó el estandarte de la Virgen de Guadalupe.
- Santuario de La Virgen de los Remedios en Cerro Grande, Victoria.
- Santuario del Santo Entierro y del Señor San José, San José Iturbide

### Guerrero
- En Petatlán, Guerrero, el Santuario del Cristo de las Tres Caídas, Padre Jesús de Petatlán o Señor de Petatlán. Es uno de los más visitados del País, se encuentra ubicado en el centro del municipio. Cientos de peregrinos lo visitan, principalmente en las fiestas de Semana Santa y su fiesta patronal el 6 de agosto. Cada año en las fiestas llegan más de un millón de peregrinos, para venerar a tan sagrada imagen.

- En Xalpatláhuac, Región Montaña del Estado de Guerrero, se encuentra el Santuario Nacional de Xalpatláhuac dedicado al Santo Entierro de Nuestro Señor Jesucristo o Señor de Xalpatláhuac, uno de los centros de peregrinación importante, no solo del sureste mexicano, sino de la república Mexicana, donde acuden al santuario de veneración popular, cerca de dos millones y medio de peregrinos al año durante sus cuatro festividades que se le celebran, siendo su fiesta más grande y principal el tercer viernes de cuaresma, el cuarto viernes de cuaresma, el 6 de agosto y en Semana Santa de cada año.

Donde acuden en masa peregrinos y fieles provenientes de diferentes partes de la república mexicana, principalmente del estado de México, Oaxaca, Morelos, Puebla, Michoacán, Cd. de México, Veracruz, Guadalajara, Tlaxcala y Guanajuato, con gran fervor y devoción llegan a ese lugar del estado en busca de algún milagro o de alguna manda. 
- En Igualapa, se encuentra el santuario del señor del perdón, donde acuden a visitarlo miles de peregrinos en su fiesta principal de cada año.

- En Taxco de Alarcón; Estado de Guerrero, se localiza el Santuario donde se venera al Señor de la Santa Veracruz conocido como el general. Siendo su fiesta el cuarto viernes de cuaresma.

### Hidalgo
- En El Arenal, Estado de Hidalgo, se localiza el santuario donde se venera al Señor de las Maravillas.
- En San Agustín Metzquititlán, Estado de Hidalgo, se localiza el Santuario donde se venera al Señor de la Salud, su fiesta se celebra el segundo viernes de cuaresma y se le conoce como Fiesta de los Dos Viernes o del Segundo Viernes.
- En Santuario Mapethé, municipio de El Cardonal, se localiza la Iglesia del Cristo de Mapethé, construcción barroca del siglo XVIII en la que se venera al Cristo de Mapethé.
- En Tulancingo de Bravo, Estado de Hidalgo, se encuentra la Parroquia y Santuario de Nuestra Señora de los Ángeles, su fiesta se celebra el día 2 de agosto.

### Jalisco
- Insigne Basílica de Nuestra Señora de la Expectación de Zapopan y Convento de Nuestra Señora de la Expectación de Zapopan un Santuario Mariano custodiado por los franciscano donde se Venera la Bendita Imagen de la Virgen de Zapopan ubicado en el corazón de Zapopan en el estado de Jalisco, México.

- Basílica de Nuestra Señora del Rosario de Talpa, Jalisco, México

- Santuario de nuestra señora de Guadalupe (Lagos de Moreno, Jalisco)
- Santuario de los Mártires de Cristo (Mártires Cristeros de México), ubicado en el cerro del Tesoro, en Tlaquepaque, Jalisco, arquidiócesis de Guadalajara,[5] Santuario en construcción.
- Basílica de San Juan de los Lagos, Jalisco, se venera a la Virgen de San Juan de los Lagos.
- Santuario de Santo (Toribio Romo González), Santa Ana Guadalupe, municipio de Jalostotitlán, Jal.
- La capilla del Santo Niño del Cacahuatito en Mezquitic de la Magdalena, cerca de San Juan de los Lagos, Jalisco.
- Nuestra señora del favor en Hostotipaquillo Jalisco se encuentra en este santuario es la patrona de los motociclistas.
- Nuestra señora del rayo. La imagen original se encuentra en el templo conventual dominico de Jesús María de Guadalajara.
- Santuario del Señor del Monte, Jocotepec, Jalisco, México.
- Nuestra Señora de la Natividad, de Atengo, Jalisco
- Santuario del señor de Teponahuasco y Santuario de los mártires Justino Orona y Atilano Cruz en Cuquío, Jalisco.
- Santuario del Señor del encino en Yahualica Jal.
- En Tepatitlán de Morelos, Jalisco se venera la imagen de Cristo crucificado como Señor de la Misericordia cuya fiesta es el 30 de abril
- En Lagos de Moreno se venera la imagen de Nuestro Padre Jesús del Calvario cuya fiesta se celebra el 6 de agosto.
- En Ocotlán se venera a la imagen del Señor de la Misericordia, su fiesta se celebra del 20 de septiembre al 3 de octubre conmemorando su aparición en los cielos de esta ciudad.

### Michoacán
- Santuario del Santo Niño Jesús de la Salud en Morelia Michoacán su fiesta es el 30 de abril donde se hace una Romería desde la catedral de Morelia hasta el Santuario del Santo Niño de la Salud

- Santuario de Nuestra señora de la Salud de Pátzcuaro, Michoacán. Patrona del estado y de la arquidiócesis de Morelia, está hecha con la pasta de la médula de la caña de maíz por orden del 1.er obispo de Michoacán Don Vasco de Quiroga.
- Templo de San Francisco en Pátzcuaro, lugar donde se venera la imagen del Cristo de la Tercera Orden, patrón de la Orden Franciscana Seglar.
- Santuario Guadalupano (Nueva Catedral) donde se venera a Ntra. Sra. de Guadalupe. se encuentra en la ciudad de Zamora de Hidalgo
- Santuario del Señor de los Milagros, ubicado en la localidad de Nuevo San Juan Parangaricutiro está situado en el Municipio de Nuevo Parangaricutiro (en el Estado de Michoacán de Ocampo).
- Parroquia de Santiago Apóstol, Sahuayo Michoacán, donde se veneran los restos del Santo Mártir José Sánchez del Río
- Santuario del Santo Cristo Milagroso, en el municipio de Tanhuato de Guerrero. La fiesta es el día 3 de mayo, pero desde el 24 de abril llegan peregrinos y se llevan a cabo actividades.
- Santuario de la Purísima Concepción, en Ciudad Hidalgo (Michoacán), ciudad donde se ofició la primera Eucaristía en territorio tarasco.

- Santuario del Santo Niño Jesús de la Salud ubicado en el corazón de Morelia Michoacán

### Morelos
- Santuario de Nuestra Señora de los Milagros, Tlaltenango, Cuernavaca.
- Santuario del señor de la expiración - Cocoyoc, Yautepec.
- Santuario de Jesús de Nazareth en Tepalcingo, Morelos.
- Santuario del Señor de Ixtla, Delegación San Mateo Ixtla, Puente de Ixtla, Morelos.
- Santuario del Señor del Pueblo, Cuautla

### Nuevo León
- Basílica de Nuestra Señora de Guadalupe, en Monterrey, Nuevo León.
- Basílica de Nuestra Señora del Roble, patrona de la arquidiócesis de Monterrey.
- Basílica de La Purísima Concepción, en Monterrey, Nuevo León.
- Santuario de la Santísima Trinidad, en el centro de Monterrey, Nuevo León.
- Santuario del Señor de la Expiración, en el centro de Guadalupe, Nuevo León.
- Santuario de Nuestra Señora de Guadalupe, en Cadereyta Jiménez.
- Santuario de San Judas Tadeo, en el centro de Monterrey, Nuevo León.
- Santuario de Ntra. Sra. Del Perpetuo Socorro, en el centro de Monterrey, Nuevo León.
- Parroquia-Santuario de Nuestra Señora de Fátima, en San Pedro Garza García, Nuevo León.
- Parroquia-Santuario de Nuestra Señora de Guadalupe, en el centro de Guadalupe, Nuevo León.
- Parroquia-Santuario de La Purísima Concepción, en Agualeguas, Nuevo León.

### Oaxaca
- En Juquila, Oaxaca, el Santuario de la Virgen de Juquila.
- En Huajuapan de León, Oaxaca, se localiza el pueblo de Tequixtepec, cuyo santuario se venera al Señor del Perdón.
- En Huajuapan de León, Oaxaca, se venera al Señor de los Corazones el 23 de julio fecha en que se conmemora el rompimiento del sitio más largo de la guerra de Independencia de México.
- Basílica de nuestra señora de la Soledad en Oaxaca, Oaxaca.

### Puebla
- Santuario de la Monumental Virgen de Guadalupe en Xicotepec de Juárez, Puebla. Es la imagen de la Virgen de Guadalupe más grande del mundo con sus 25 metros de altura.
- Basílica de la Inmaculada Concepción en Chignahuapan, Puebla, La imagen más grande en el mundo de la Virgen hecha totalmente en un solo cedro de 12 metros de altura
- Santuario de nuestro señor del calvario de Tlacotepec ubicado en el municipio de Tlacotepec de Benito Juárez atrae una importante cantidad de  peregrinos especialmente en el mes de julio durante su fiesta, el día principal de fiesta es el primer domingo de julio.
- Parroquia de San Andrés apóstol en Chalchicomula de sesma en ella se venera la bendita imagen de padre Jesús de las tres caídas atrae muchos peregrinos en su fiesta que es el mes de agosto, se hace un recorrido toda la noche con la imagen.
- Santuario de Nuestro Padre Jesús de Aquixtla, Aquixtla.Sierra Norte de Puebla.
- Santuario del Señor de la Buena Muerte, en la localidad de Texocuixpan, municipio de Ixtacamaxtitlán, Puebla.
- En Tepeaca, Puebla, la iglesia del Santo Niño Jesús Doctor de los Enfermos.
- En Tepeyahualco de Cuauhtémoc, Puebla, la iglesia de Jesús de Nazaret Jesús de Nazaret|y el nuevo templo de Jesús de Nazaret, cuya fiesta principal es el quinto viernes de cuaresma.
- En Santa Cruz Tejalpa Tehuitzingo Puebla, el santuario de la Preciosa Sangre de Cristo, "Señor de Tejalpa". Se festeja el quinto viernes de cuaresma.
- En Atlixco Puebla el Santuario de Santa María de Guadalupe.
- En San Luis Coyotzingo Huejotzingo Puebla, el Santuario de la Preciosa Sangre de Cristo (San Luis Coyotzingo), "Señor de Coyotzingo". Se festeja el segundo viernes de Cuaresma y primero de julio.

### Querétaro
- En Colón, Querétaro se encuentra la Basílica Menor de Nuestra Señora de los Dolores de Soriano patrona principal de la  diócesis de Querétaro siendo el santuario Mariano y el recinto religioso más visitado del Estado de Querétaro y de todo el Bajío mexicano llegando de diferentes estados de la república y del extranjero y recibiendo a más de un millón de personas por la importancia de la imagen de Nuestra señora de los Dolore de soriano siendo una imagen taumaturga gracias a los milagros y las curaciones que por su intercesión ha hecho.
- Santuario de Nuestra señora del pueblito. Patrona de la ciudad episcopal de Querétaro y de la provincia franciscana de San Pedro y San Pablo de Michoacán. Se encuentra en Corregidora Querétaro.
- Santuario y Convento Franciscano de la Santa Cruz (Árbol con espinas en forma de cruz y sobre ellas las señales de los clavos del Señor, único en el mundo) Ubicado en: Ejército Republicano esq. Felipe Luna, Centro Histórico, Querétaro, Mex.
- Santuario de la Muy Ilustre y Venerable Congregación de clérigos seculares de Santa María de Guadalupe. segundo templo después de la Basílica de Nuestra Señora de Guadalupe en la Ciudad de México, construido en honor a nuestra madre santísima en el territorio mexicano.
- Santuario de Nuestra Señora de  Schoenstatt ubicado en el municipio de Corregidora QRO.
- Santuario de la preciosa sangre en San Juan del Río.
- Santuario de Nuestra Señora de Guadalupe en San Juan del Río QRO.

### Sonora
Hermosillo
- Santuario de Nuestra Señora de Guadalupe
- Santuario de Nuestra Señora de la Candelaria
- Santuario del Divino Niño Jesús

Magdalena de Kino
- Capilla de San Francisco Javier
- Mausoleo, Plaza Monumental y Estatua en honor al misionero Eusebio Francisco Kino

### Tabasco
- Santuario La Asunción de María. Poblado Cupilco, Municipio de Comalcalco, Tabasco.
- Catedral del Señor de Tabasco. Villahermosa de San Juan Bautista, Tabasco.
- Santuario de Nuestra Señora de Guadalupe (Tecomajiaca). Barrio de Tecomajiaca, ciudad de Teapa, Tabasco.
- Santuario del Señor de la Salud (Mecatepec)|Santuario del Señor de la Salud. Poblado Mecatepec, Municipio de Huimanguillo, Tabasco.

### Tamaulipas
- En Hidalgo, Tamaulipas, el Santuario de la Virgen de El Chorrito.
- Catedral del Sagrado Corazón de Jesús, en Ciudad Victoria
- Basílica de Nuestra Señora del Refugio, patrona de la diócesis de Ciudad Victoria
- Santuario de Nuestra Señora de Guadalupe, Ciudad Victoria

### Tlaxcala
- El Santuario y Basílica de Ocotlán. Ubicada en la Comunidad de Ocotlán, a un kilómetro de la ciudad de Tlaxcala, se venera las apariciones de la Virgen de Ocotlán, patrona de la Diócesis de Tlaxcala y de Arquidiócesis de Puebla.
- El Santuario Diocesano del Señor San José. Ubicado en la Ciudad de Tlaxcala, bajo la advocación de San José, Patrono de la Diócesis de Tlaxcala.
- El Santuario Diocesano de San Miguel del Milagro. Localizado en Nativitas, Tlaxcala, se venera la aparición de San Miguel Arcángel.
- El Santuario de Nuestra Señora de la Defensa. Localizado en el municipio de Panotla, Tlaxcala. Resguardaba originalmente la imagen de Nuestra Señora de la Defensa, que posteriormente fue trasladada a la Catedral de Puebla.
- Santuario de Nuestra Señora de Loreto. Ubicada en el municipio de Españita, Tlaxcala, se venera la aparición de Nuestra Señora de Loreto.
- Santuario de la Preciosa Sangre de Cristo. Localizada en el municipio de Xicohtzinco. Se venera la milagrosa Imagen de la Preciosa Sangre de Cristo.
- Santuario de los Niños Mártires de Tlaxcala. Ubicada en Atlihuetzia, Tlaxcala, se veneran a los tres Santos Niños Mártires de Tlaxcala, protomártires del continente americano y patronos de la Diócesis de Tlaxcala.

### Veracruz
- Santuario de Santa María de Guadalupe (La Concordia) en Orizaba
- Catedral Metropolitana de Xalapa en donde se encuentra la tumba del V obispo de Veracruz  San Rafael Guízar y Valencia primer obispo mexicano canonizado por el papa Benedicto XVI en 2006
- Basílica menor del Dique en la ciudad Xalapa en donde se venera la Virgen de Guadalupe, elevada a esta categoría por el papa Francisco en 2014.
- Santuario de Nuestra Señora de La Candelaria,  Tlacotalpan este es sede de las fiestas de la Candelaria que cada año atrae a una importante cantidad de fieles y curiosos.
- Basílica de Nuestra Señora del Carmen, Catemaco en donde se venera la imagen que se presume fue encontrada por un pescador sobre una peña en una gruta cerca de la laguna hacia el siglo XVII. A dicha imagen se le atribuyen numerosos milagros.
- En El Chico, Veracruz, El Santuario de Santa María de El Chico
- Santuario de Nuestro Padre Jesús de Jalacingo, donde se encuentra la imagen del Señor de las tres caídas, visitado durante todo el mes de agosto, siendo su fiesta principal el día 6, con la constante participación de peregrinos provenientes de los estados de Puebla, Tlaxcala, Hidalgo, Estado de México, CDMX.
- Parroquia de San Antonio Del Monte, Tepetlán.
- Padre Jesús Del Consuelo, San Pablo Coapan, Naolinco población donde se rinde homenaje a la taumaturga imagen de Jesús Nazareno, que en 1954 fue restaurada milagrosamente y que hasta hoy en día la población rinde tributo cada 15 de marzo en recuerdo de su renovación prodigiosa con una larga procesión que culmina en su templo, con artísticas alfombras de aserrín multicolor y altares decorados con los frutos de la región.
- Santa María de Guadalupe, El Malpaís, Jilotepec. Lugar en el que hace más de 70 años la imagen de la Madre de Dios apareció en el suelo de origen volcánico originando hasta hoy en día largas peregrinaciones cercanas al 12 de diciembre.
- Parroquia de San Miguel del Soldado, Rafael Lucio. En esta población se resguarda una imagen del arcángel, la cual cuentan un soldado cercenó el dedo del arcángel ocasionando que de esta brotara sangre, dando inicio a dos festividades en las que se rinde homenaje al protector del municipio.
- Santo Cristo de Chiltoyac, que apareció milagrosamente hace más de 300 años, queriendo los probadores de Xalapa trasladarlo a la iglesia mayor de la ciudad, el Señor quiso regresar a su pueblo, dejando marcadas las estaciones en las cuales se detuvo en su retorno a Chiltoyac.
- Santa María Magdalena en Xico.
- Cristo Negro de Otatitlán.
- Nuestra Señora del Rosario, Alvarado.
- Santuario Arquidiocesano del Señor San José, Banderilla, arquidiócesis de Xalapa.
- Nuestra Señora de Los Remedios, encontrada en un Ixhuacán de los Reyes.
- Santuario diocesano de nuestra señora del Carmen ubicado en Orizaba
- Santo Cristo del Buen Viaje, Veracruz Puerto.
- Parroquia de San José de gracia Orizaba en este templo se venera a la Virgen del Rayo la cual atrae a fieles de Orizaba, como de la región los cuales abarrotan la iglesia cada 18 de agosto cabe resaltar que este es uno de los lugares de mayor devoción de la advocación Mariana ya mencionada.
- Ermita de la virgen de Guadalupe en las cumbres de Acultzingo

### Yucatán
- Santuario de la virgen de Izamal: en Yucatán el 8 de diciembre el templo cuenta con el segundo atrio más grande del mundo. Se peregrina a tres lugares: Papholchac, Kinichkakmo y Kabul.

- Parroquia de San Cristóbal y Santuario a la Virgen de Guadalupe: es la segunda festividad más grande del país en conmemoración a la Virgen de Guadalupe (después de la Ciudad de México) celebrada en las fechas del 12 de diciembre. Se ubica en el barrio de San Cristóbal en Mérida.

### Zacatecas
- Santuario de Plateros, en Fresnillo, Zacatecas, se venera al Santo Niño de Atocha.
- Santuario de La Virgen del Patrocinio, en el Cerro de la Bufa, en la Ciudad de Zacatecas, Zacatecas se venera a Nuestra Señora del Patrocinio Patrona Especial de la Ciudad a la cual se festeja del 3 al 15 de septiembre con peregrinaciones por gremios.
- Santuario Diocesano de Nuestra Señora de Guadalupe (Santuario de Guadalupito), en la Ciudad de Zacatecas, Zacatecas se venera a Nuestra Señora de Guadalupe.
- El Santo Niño de las Palomitas es venerado en Tacoaleche, municipio de Guadalupe, Zacatecas.

## Santuarios no católicos
- La Iglesia del Dios Vivo Columna y Apoyo de la Verdad «La Luz del Mundo», o simplemente La Luz del Mundo, es una organización cristiana con sede internacional en Guadalajara (México).
- Santa Muerte o Santísima Muerte es una figura de culto mexicana, que recibe peticiones de amor, afectos, suerte, dinero y protección, así como también peticiones malintencionadas y de daño a terceros por parte de sus fieles. Sin embargo, diversas iglesias como la católica, bautista, presbiteriana, metodista, entre otras, rechazan y condenan su veneración, considerándola diabólica. Tiene su sede en el Barrio Bravo de Tepito.